# 埃讷里
埃讷里（法語：Ennery，法語發音：[ɛnʁi] ⓘ）是法国法兰西岛大区瓦兹河谷省的一个市镇，属于蓬图瓦兹区。

## 地理
埃讷里（49°4'28"N, 2°6'22"E）面积7.43 平方千米，位于法国法蘭西島大區瓦兹河谷省，该省份为法国北部内陆省份，北起瓦兹省，西接厄尔省，南至塞纳-圣但尼省、上塞纳省和伊夫林省，东临塞纳-马恩省。
与埃讷里接壤的市镇（或旧市镇、城区）包括：韦克桑地区埃鲁维尔、利维利耶、奥尼、蓬图瓦兹、瓦兹河畔欧韦尔。

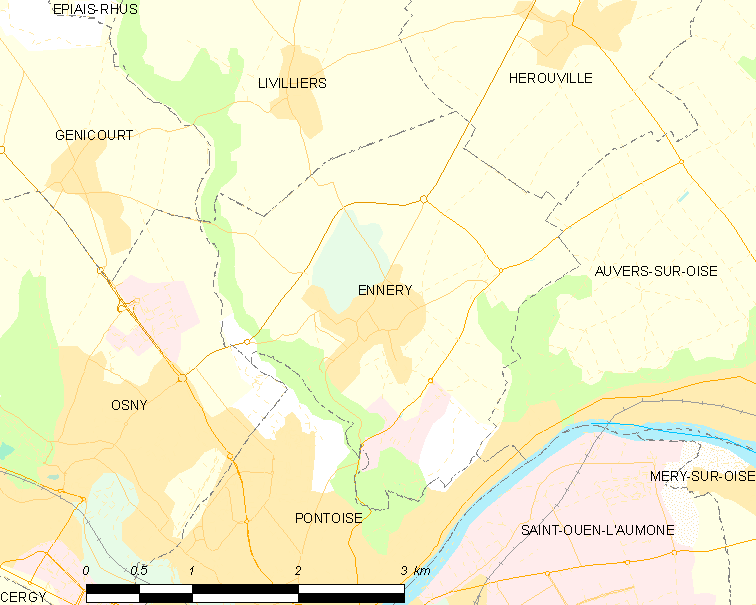
埃讷里的OSM定位图

埃讷里的时区为UTC+01:00、UTC+02:00（夏令时）。

## 行政
埃讷里的邮政编码为95300，INSEE市镇编码为95211。

## 政治
埃讷里所属的省级选区为蓬图瓦兹县。

## 人口

1962-2008年间埃讷里人口变化图示

埃讷里于2022年1月1日时的人口数量为2313人。